# Leszbi uralom
A Leszbi uralom (D-Yikes!) a South Park című rajzfilmsorozat 159. része (a 11. évad 6. epizódja). Elsőként 2007. április 11-én sugározták az Egyesült Államokban. Magyarországon 2008. június 6-án mutatta be az MTV.
Ebben az epizódban, mely lényegében a 300 című film paródiája, Mrs. Garrison dolgozatot írat a gyerekekkel Az öreg halász és a tenger című műből, ők viszont úgy döntenek, mexikói vendégmunkásokkal íratják meg azt. Közben Mrs. Garrison leszbikussá válik, és a bárjukat egy perzsa klubtulajdonos akarja megszerezni magának.

## Cselekmény
|  | Alább a cselekmény részletei következnek! |

Az epizód kezdetén Mrs. Garrison egy újabb sikertelen randi miatt dühösen ront be az osztályterembe, és a dühét a fiúkon vezeti le. Arra utasítja őket, hogy a hétvégén olvassák el Ernest Hemingway "Az öreg halász és a tenger" című könyvét és írjanak belőle egy esszét. Cartman javaslatára a diákok úgy döntenek, hogy nem ők készítik el, hanem helyette mexikói vendégmunkásokat bérelnek fel a feladatra. Csakhogy mikor hétfőn elmennek a kész feladatokért, kiderül, hogy a mexikóiak félreértették, mit akarnak, és teljesen más témában írtak.
Ezalatt Mrs. Garrison egy fitneszteremben megismerkedik Allisonnal, aki meghívja őt a Les Bos (ejtsd: lö bó) nevű bárba, amiről döbbenten veszi észre, hogy az egy leszbikus bár. De miután Allison elcsábítja és együtt töltenek egy szenvedélyes éjszakát, teljesen megváltozik. Mikor a diákok épp készülnek neki bevallani, hogy sehogy sem állnak a feladattal, Mrs. Garrison örömmel jelenti be, hogy mától fogva leszbikus, és hogy az osztálynak több ideje lesz megoldani a házit.
Garrison visszatér a bárba és összebarátkozik a törzsvendégekkel, amikor is döbbenten hallja meg, hogy a helyet el akarják adni egy perzsa klubtulajdonosnak, aki át is akarja azt alakítani. A perzsák először egy követüket küldik beszélni a leszbikusokkal, megnyugtatva őket hogy nem lesznek igazi változások. Csakhogy kiderül, hogy a hely többé már nem lesz kizárólag leszbikusoknak fenntartott bár, és mindenütt ott lesznek a sztereotipikus perzsa díszítések. Mrs. Garrison válaszképp herén rúgja a követet. Miután a követ visszatér, hatvan másik perzsa érkezik lerohanni a bárt, de nem tudják legyőzni a nőket. Végül a megmaradtak visszatérnek a főnökükhöz, Rauf Xerxészhez, aki úgy határoz, hogy ő maga rendezi el a dolgot.
Mrs. Garrison szerint kellene nekik egy kém, aki a perzsa klubba beépülve tudna róluk valami kompromittálót szerezni. Ezért aztán ő is felbérli a mexikói vendégmunkásokat. Később megjelenik maga Xerxész is, aki egyezkedni kezd Mrs. Garrisonnal, és meggyőző ígéreteket tesz, többek között felajánlja neki, hogy legyen ő a klub új vezetője. Mrs. Garrison ezt visszautasítja, ellenben közli a nagy titkot, amit a mexikóiaktól megtudott: Xerxész valójában nő. Xerxész megdöbben, amikor meghallja ezt, és kéri, hogy ne mondja el a többi perzsának, mert az ő kultúrájukban a nőknek nem lehet hatalma. Mrs. Garrison, hasonlóképp, mint ahogy vele tette Allison, elcsábítja Xerxészt, így biztosítva a klub jövőjét. Ezután elmondja, hogy amíg a bárban van, helyetteseket fogadott fel a diákok oktatására – akikről kiderül, hogy a mexikói vendégmunkások. A gyerekek közben rájönnek arra is, hogy még ők is mennyivel jobb tanárok, mint Mrs. Garrison.

## Kulturális utalások
Az epizód főként a 300 című film kifigurázására épít. A perzsa követ, a lassított felvételek alkalmazása, és Xerxész kinézete mind-mind erre utalnak. A bár neve, Les Bos, bizonyos olvasatban Leszbosz szigetére utal, akikről a leszbikusokat elnevezték (bár az epizódban megemlítik, hogy a helyes kiejtés "lö bó"). Az epizód vetítésekor tömegével zárták be a melegbárokat az Egyesült Államokban, a történet ezekre is reflektál.

## Külső hivatkozások
- A teljes epizód a South Park Studios oldalán

1. ↑  TV Episode Guides, Reviews, Videos, Wikis & TV Show Previews (angol nyelven). IGN. (Hozzáférés: 2022. június 8.)